# Plants vs. Zombies: Heroes
Plants vs. Zombies Heroes es un juego de cartas coleccionables desarrollado y publicado por PopCap Games el 14 de febrero de 2016 para teléfonos móviles Android e iOS. Es un spin-off de la saga Plantas contra zombis.

## Trama
Un rayo construido por el Dr. Zombi impacta, por error, a varias plantas y zombis, transformándolos en superhéroes, dando pie a la idea central del juego.

## Jugabilidad
Existen dos bandos: plantas y zombis. Ambos jugadores empiezan con veinte puntos de salud, cuatro cartas de su mazo y un superpoder aleatorio de los cuatro de los que dispone cada héroe. Por cada ronda que pase, los jugadores obtendrán +1 sol/cerebro (dependiendo el bando con el que se juegue) y roban una carta de su mazo. Un turno consta de cuatro pasos: la primera es iniciada por los zombis, en el que solo pueden jugar esbirros; después, las plantas juegan cualquier tipo de cartas; posteriormente, los zombis pueden jugar trucos y entornos; finalmente llega el turno de combatir de derecha a izquierda. Para ganar una partida, debes reducir los puntos de vida del rival a cero.  

## Conceptos básicos
- Las cartas se consiguen abriendo sobres, o bien, fabricándolas. Solo se puede tener cuatro copias en total de una misma carta.
- Se le denomina mazo al conjunto de cuarenta cartas en posesión que han sido previamente escogidas por el jugador, o por la IA, si se prefiere autocompletar. Solo se pueden tener hasta cuatro copias de una misma carta como máximo en cada mazo. Las fichas y superpoderes no pueden ser cargadas en mazos.
- La mano es el conjunto de cartas que ya has robado de tu mazo, pero que aún no has puesto en juego.
- El tablero está compuesto de cinco líneas. De izquierda a derecha, es una línea de altura, tres de suelo y una de agua.
- Si un jugador tiene su mano llena (diez cartas en total) no podrá robar más cartas o bloquear un ataque.
- Los personajes son los héroes. Puedes elegir a tres héroes de cada bando de los que te da a elegir el juego al inicio. El resto se consiguen comprándolos, o pueden salir en sobres.
- Existen cinco clases por cada bando. Una clase es un conjunto de cartas con una estrategia y sinergia en específico. Cada héroe posee dos clases.
- Cuando un héroe sufra daño se irá llenando el indicador de superbloqueo, un escudo que se rellena al azar de uno a tres bloques. Cuando el indicador se llena, el ataque es bloqueado y se da la oportunidad de usar un superpoder aleatorio que disponga de forma gratuita o jugarlo para más tarde pero pagando por el uso de dicho truco. Ya que cada héroe posee cuatro superpoderes y se inicia con uno, solo se podrá bloquear tres veces a lo largo de la partida.
- Cada temporada dura cinco semanas.

## Modos de juego
Campaña: el modo campaña es la forma de jugar sin conexión. Cada bando posee una campaña de 200 niveles repartidos en fases de cinco.
Partidas igualadas: este modo de juego es el principal, pues nos enfrentamos a otros jugadores y subimos de rango, obteniendo recompensas en el proceso.
Partidas informales: igual que las partidas igualadas, pero no subes de rango ni se pone nada en juego. Según el propio juego, es el mejor modo para probar mazos.

## Recursos del juego
Anteriormente, el juego manejaba dos tipos de divisas: joyas y monedas. En la actualización 1.10.14 se agregaron los boletos (junto con las cartas de evento). Posteriormente, en la actualización 1.14.13, las monedas fueron removidas, quedando solo joyas y boletos.

Monedas: antes de su eliminación, las monedas servían para comprar sobres básicos, donde se conseguían diversas cartas de dicha rareza, muchas de ellas ahora infrecuentes e, incluso, raras.
Joyas: es el recurso principal del juego. Con ella puedes comprar sobres. Se consiguen completando misiones, jugando partidas igualadas o viendo anuncios a voluntad.
Boletos: con los boletos se consiguen las cartas de evento. Cada semana, obtendrás dos clases por bando que te multipliquen la cantidad de boletos por ganar con un héroe que posea dichas clases. A diferencia de los otras dos, no acumulas este recurso, pues, al llegar a la suma de 1200, inmediatamente consigues e una copia de la carta semanal, y el conteo de boletos se reinicia.
Sin embargo, existe otro tipo de recurso: las chispas. Las chispas se consiguen reciclando cartas, y su función es fabricar cualquier carta que el jugador desee. Las únicas cartas que no se pueden reciclar y fabricar son las comunes, ya que se desbloquean todas al iniciar en el juego.
Legendaria: si se recicla una carta legendaria, se obtendrán mil chispas (a excepción de la Valquiria, que da cuatro mil). Las cartas legendarias tienen un costo de fabricación de cuatro mil.
Superrara: si se recicla una carta superrara, se obtendrán 250 chispas (en algunos casos, mil). Las cartas superraras tienen un costo de fabricación de mil.
Rara: si se recicla una carta rara, se obtendrán cincuenta chispas. Las cartas raras tienen un costo de fabricación de 250.
Infrecuente: si se recicla una carta infrecuente, se obtendrán quince chispas. Las cartas infrecuentes tienen un costo de fabricación de cincuenta.
Evento: por lo general, su costo de reciclaje y fabricación es igual al de una superrara (250 y mil respectivamente). Si la carta a reciclar es únicamente de paga, estos valores son duplicados. Estas cartas solo se pueden conseguir mediante las distintas semanas de cada una de estas cartas y por medio: el reto diario o mediante partidas informales o igualadas.

## Héroes
Héroes planta
Betazanahorina, de clase Guardián y Astuto. Solo se sabe que proviene del espacio exterior.
Caballero Nuez, de clase Guardián y Solar. Originalmente era una nuez.
Capitán Combustible, de clase Kabúm y Gigante. Originalmente era una plantorcha.
Destello Solar, de clase Kabúm y Solar. Originalmente era un girasol.
Gorro de Noche, de clase Kabúm y Astuto. Originalmente era una seta.
Mordiscozilla, de clase Gigante y Solar. Originalmente era una planta carroñívora.
Pomelo, de clase Guardián y Astuto. Es el mismo que el de Plants vs. Zombies: Garden Warfare.
Rosa, de clase Solar y Astuto. Es la misma que la de Plants vs. Zombies: Garden Warfare.
Puños de Hierba, de clase Gigante y Guardián. Originalmente era un bonk choy.
Sombra Verde, de clase Gigante y Astuto. Originalmente era un lanzaguisantes.
Spudow, de clase Kabum y Guardián. Originalmente era una patatapum.

Héroes zombi
Aplastador, de clase Bestial y Valeroso. Originalmente era un zombistein.
Bugalú Eléctrico, de clase Bestial y Loco. Originalmente era un zombi disco.
Cerebro Congelado, de clase Furtivo y Bestial. Originalmente era un zombi yeti.
Gigantacus Enórmidus, de clase Cerebral y Furtivo. Solo se sabe que proviene del espacio exterior.
Inmorticia, de clase Cerebral y Bestial. Su origen no está especificado.
Neptuna, de clase Valeroso y Furtivo. Su origen no está especificado.
Profesor Tormenta Cerebral, de clase Cerebral y Loco. Según se puede ver en el juego, parece que este zombi ya poseía sus habilidades sin necesidad del rayo.
Supercerebroz, de clase Cerebral y Furtivo. Es el mismo que el de Plants vs. Zombies: Garden Warfare.
Tornillo Oxidado, de clase Cerebral y Valeroso. Se originó cuando el rayo impactó a un zombi que estaba junto una máquina expendedora.
Z-Mech, de clase Valeroso y loco. Es el mismo que el de Plants vs. Zombies: Garden Warfare.
Zombidinfinito, de clase Loco y Furtivo. Originalmente era un zombidito.

## Clases de héroes
Las descripciones que proporciona el mismo juego de dichas clases estarán puestas en comillas como una forma de citarlas. El texto consecuente es información adicional para mayores detalles. 

### Clases Planta
Gigante: "Consiguen que las plantas sean enormes y realizan ataques extra". Juegan guisantes. En habilidades, pueden incrementar las estadísticas de sus aliados, robar cartas adicionales y realizar ataques extra. Su símbolo es un pino de color verde. 
Astuto: "Superan a sus enemigos con anfibio, rebotar y congelar". Juegan frijoles. Entre sus habilidades se encuentran hacer daño de área, atacar en más de una línea, plantas con anfibio, congelación, tienen cierto control de las tumbas de los zombis, anfibios, rebotar y pueden reducir el ataque de los oponentes. Su símbolo es un birrete de color blanco.
Solar: "Fabrican soles extra, se curan y golpean al enemigo con impacto perforante". Juegan flores. Pueden generar soles extra, reducir las estadísticas de los enemigos o destruirlos directamente, curarse y tener impacto perforante. Su símbolo es un sol de color amarillo. 
Guardián: "Defienden en equipo, tienen diana, blindaje y anfibio". Juegan nueces y raíces. Entre sus habilidades se encuentran la destrucción de enemigos poderosos y usar blindaje, anfibio y diana. Su símbolo es un escudo de color marrón y con una cruz.
Kabúm: "Forman marabuntas que infligen daño extra". Juegan setas y bayas. Entre sus capacidades se encuentran el antihéroe e infligir daño adicional. Su símbolo es una explosión de color rojo.

### Clases Zombi
Cerebral: "Usan trucos, juegan cerebros extra y utilizan diana". Juegan cartas de ciencias. Pueden robar cartas adicionales, realizar ataques extra, obtener cerebros de más y tienen la palabra clave diana. Su símbolo es un cerebro de color rosa. 
Furtivo: "Evitan las peleas moviéndose, escondiéndose en lápidas y con anfibio". Juegan zombiditos y piratas. Tienen letal, impacto perforante, antihéroe y suelen rebotar a sus oponentes, moverse a otras líneas, congelar a los enemigos. Su símbolo es un antifaz de criminal de color negro. 
Bestial: "Crecen mucho, tienen frenesí y destruirán al enemigo". Juegan mascotas. Son conocidos por aumentar sus estadísticas y reducir las estadísticas de sus enemigos (o destruirlos). Su símbolo es una huella de oso de color celeste. 
Loco: "Son bailarines agresivos que infligen daño directo". Juegan bailarines. Sus cualidades son el poder infligir daño adicional (por lo general directamente al héroe), aumentar su fuerza y tener diana y rebasamiento. Su símbolo es una bomba de color morado.
Valeroso: "Sobreviven gracias a su alta salud, blindaje y curación". Juegan deportistas y profesionales. Entre su repertorio de habilidades se encuentran destruir oponentes débiles, moverlos y reducir su ataque y tener frenesí. Su símbolo es un cono de tránsito de color naranja.

## Clasificación de las cartas

### Por rareza
Común: se consiguen al desbloquear un héroe zombi o planta Inicial. Son el único tipo de cartas que no se pueden fabricar ni reciclar. Una carta básica tiene bordes de color blanco. Luego de finalizada la primera temporada, muchas de estas cartas básicas pasaron a ser de la colección premium. 
Infrecuente: son las más sencillas de encontrar en sobres premium debido a su cantidad. La probabilidad de obtener una es del 90 % por sobre, garantizándote cuatro de ellas. Su borde es de color plateado.
Rara: la posibilidad garantizada de obtener una por sobres de 100 %. Su borde es de color dorado.
Superrara: tienen 30 % de posibilidades de conseguirse. Su borde es de color morado.
Legendaria: tienen un 10 % de aparecer en un sobre. Su borde es arcoíris.
Evento: como su nombre lo indica, este tipo de cartas se consiguen en eventos semanales. Para obtener una copia de una carta de evento es necesario llenar una barra de 1200 boletos, los cuales se consiguen ganando partidas. Pasada la semana (de martes a lunes), la carta de evento que haya estado disponible para obtenerse durante ese plazo será reemplazada por la siguiente.
Ficha: este tipo de cartas no pueden ser obtenidas de ninguna manera ni ser almacenadas en una mazo. Para poderlas jugar, es necesario que otras cartas nos las den. Tampoco pertenecen a ninguna colección, generalmente se obtienen mediante rebotes de otras cartas.

### Por colección
Básico: Anteriormente, esta era una colección por separada, incluyendo solo cartas de rareza común. Cuando eliminaron las monedas en la actualización, no se podían comprar sobres de estas cartas, por lo que ya no pertenecen a ninguna colección y ahora son obtenidas al desbloquear un héroe planta o zombi de alguna clase en específico y no se pueden fabricar ni reciclar. Junto a esto, todas las cartas básicas (excepto cinco de cada clase) cambiaron de rareza, principalmente a infrecuente. 
Premium: esta es la colección principal del juego.
Jardines galácticos: es la segunda colección de cartas, donde y hubo cambios de rareza, se introdujo la habilidad Conjurar y llegaron los nuevos tipos de cartas: los Entornos. También trajo consigo dos héroes nuevos: Gigantacus Enórmidus y Betazanahorina. La actualización está inspirada en el espacio y la ciencia ficción. 
Fósiles colosales: es la tercera colección de cartas. Aquí se introdujeron las habilidades evolución, dinorrugido e intrucable. Algunas cartas que solían ser Ficha pasaron a formar parte de esta colección. La actualización está basada en la era mesozoica. 
Triunfo triásico: es la cuarta colección de cartas, siendo la segunda parte de su predecesora, Fósiles Colosales. Esta actualización introdujo la habilidad de Fusión. Del mismo modo que la parte anterior, aquí también algunas cartas que eran fichas pasaron a ser de esta colección. 
Evento: las cartas de evento, al igual que las cartas iniciales, no pertenecen a ninguna colección. Para poder conseguirlas es necesario que la carta en cuestión este disponible para tenerlas en eventos. Algunas cartas de evento solo podrán conseguirse pagando dinero real.

### Por categoría
Secuaz o esbirro: es un tipo de cartas que disponen de una determinada cantidad de salud y de ataque, y que son desplegadas en el tablero. La forma de la carta es un rectángulo.
Trucos: este tipo de carta que realiza cualquier tipo de efecto, sin necesidad de un esbirro. La forma de la carta es un óvalo sobre un rectángulo.
Entornos: los entornos solo pueden ser jugados sobre las líneas del suelo. Estos afectan, ya sea de manera beneficiosa o perjudicial (dependiendo del caso) a las plantas y zombis que se encuentren en la línea en donde se jugó. Para deshacerte de un entorno es necesario sobrescribirlo. La forma de la carta es un hexágono aplastado hacia los lados.

### Por palabra clave
Una palabra clave es una habilidad concreta compartida por varias cartas.

#### Exclusivas de los zombis
Frenesí: cuando un zombi con esta habilidad destruye una planta, y sobrevive al combate, vuelve a atacar.
Lápida: el zombi que sea lápida permanece oculto en una tumba y se revela en el turno de los trucos zombi. Son inmunes a todo tipo de daño mientras permanezcan ocultos.
Letal: destruye cualquier planta al que se le hace daño, sin importar su salud ni ataque del zombi.
Rebasamiento: antes de que combata en su línea, inflige daño al héroe planta. Congelar un zombi con rebasamiento no le impedirá activar su habilidad.

#### Exclusivas de las plantas
Daño de área: cuando la planta ataca, inflige daño al zombi de su línea y a los adyacentes.
Doble Impacto: si la planta con esta habilidad sobrevive tras combatir en su línea, realiza un segundo ataque extra.
Equipo: se pueden jugar dos plantas en la misma línea.

#### Habilidades compartidas por ambos bandos
Anfibio: puedes jugar el esbirro en cualquier línea.
Antihéroe: aumentan su poder de ataque si no hay enemigos en la línea donde se encuentran. Si se pone en juego algún enemigo enfrente, su ataque vuelve a su valor convencional.
Blindaje: extrae cierta cantidad de daño de un ataque. Por ejemplo, si se tiene blindaje 1, un daño de tres contará como uno de dos; y si se tiene blindaje 2, el daño contará como un solo punto. 
Cazar: el esbirro que tenga esta habilidad se mueve a la línea desocupada por un aliado donde se haya puesto en juego un enemigo.  
Congelar: el esbirro que sea congelado se salta su próximo ataque. 
Conjurar: se gana una carta aleatoria de cierto tipo, sin importar la clase. 
Diana: si un esbirro con esta habilidad daña a un héroe, no carga el indicador de superbloqueo. 
Dinorrugido: estos esbirros activan su habilidad cuando el jugador roba o conjura una carta.
Evolución: cuando un esbirro es jugado sobre otro, el esbirro que se jugó activará una habilidad especial.
Fusión: cuando un esbirro es jugado sobre otro, el esbirro donde se jugó activará una habilidad especial.
Impacto perforarte: el esbirro daña al contrincante de su línea y al héroe enemigo a la vez cuando ataca. 
Intrucable: al esbirro no le afectan los trucos enemigos.
Rebotar: devuelve una carta a la mano del propietario. Si rebotas una carta, sus estadísticas se reinician.

### Superpoderes
Cada héroe inicia con un superpoder, y cada vez que bloquee obtendrá uno. Un truco de superpoder es una habilidad especial que solo se podrá jugar una vez por partida, teniendo un costo de un sol/cerebro.

## Críticas y Recepción
El juego fue recibido con posturas mixtas por parte de sus seguidores y con opiniones favorables por los críticos especializados; algunas de estas son: 
Metacritic le ha dado una puntuación de 86 de 100.
GameZebo le ha dado un promedio de 4,5 de 5 estrellas.
148Apps le ha dado 4,5 de 5 estrellas.
Forbes le ha otorgado un promedio de 9 de 10 puntos.